# 科珀維克

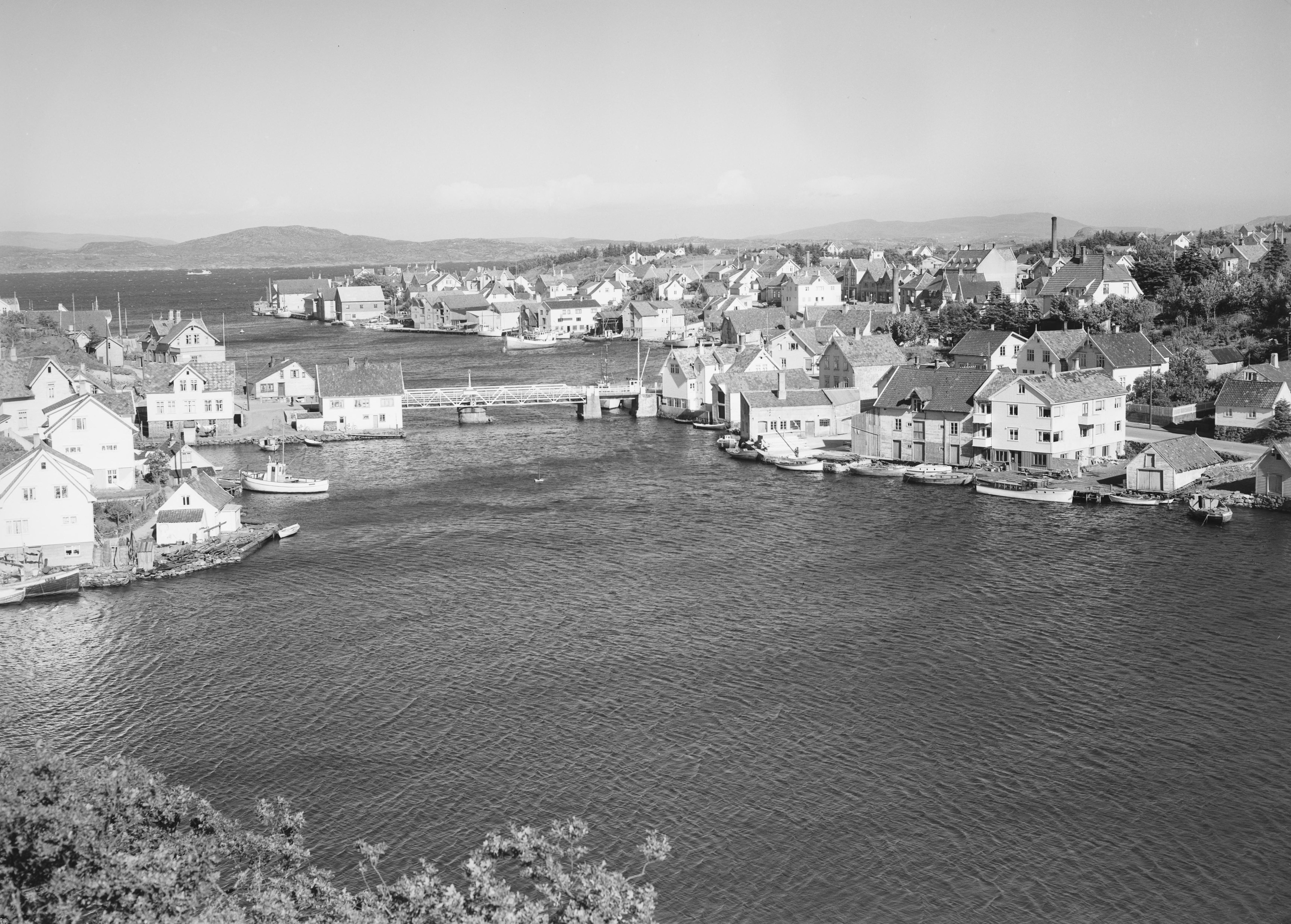
1951年之前的科珀維克

科珀維克（挪威語：Kopervik）是挪威西南部羅加蘭郡卡默于市镇的城鎮及行政中心，位于卡姆島上。面積4.52平方公里，該鎮在二十世紀初期的主要工業有造船業、漁業和罐頭業，2010年人口8,192。

## 外部連結
- Kopervik.info （页面存档备份，存于）
- Kopervik Map （页面存档备份，存于）
- Kopervik Weather forecast （页面存档备份，存于）
- Kopervik Map （页面存档备份，存于）
- Kopervik Volleyballklubb （页面存档备份，存于）
- Byen Vår Kopervik Archive.today的存檔，存档日期2012-12-20
- Anne Beth Hagen Tekstilkunstner Kopervik Kulturhus （页面存档备份，存于）

59°17′N 5°18′E / 59.283°N 5.300°E